# Harpyhaliaetus
Harpyhaliaetus är ett tidigare släkte i familjen hökartade rovfåglar som efter DNA-studier nu anses vara en del av svartvråkarna i Buteogallus. Släktet består av två arter:
- Eremitörn (H. solitarius)
- Chacoörn (H. coronatus)